# (3076) Garber
(3076) Garber est un astéroïde de la ceinture principale.

## Description
(3076) Garber est un astéroïde de la ceinture principale. Il fut découvert le 13 septembre 1982 à Harvard par l'Observatoire Oak Ridge. Il présente une orbite caractérisée par un demi-grand axe de 2,24 UA, une excentricité de 0,19 et une inclinaison de 7,7° par rapport à l'écliptique.

## Compléments